# Iardinis mussardi
Iardinis mussardi is een spinnensoort in de taxonomische indeling van de Mysmenidae.
Het dier behoort tot het geslacht Iardinis. De wetenschappelijke naam van de soort werd voor het eerst geldig gepubliceerd in 1980 door P. M. Brignoli.